# Борнато (Бреша)
Борнато је насеље у Италији у округу Бреша, региону Ломбардија.
Према процени из 2011. у насељу је живело 3035 становника. Насеље се налази на надморској висини од 222 м.